# Морс (Саскачеван)
Морс (енгл. Morse) је малено насељено место са административним статусом варошице у јужном делу канадске провинције Саскачеван. Насеље лежи на месту где се локални друм 644 спаја са трансканадским аутопутем, на око 60 км североисточно од града Свифт Карента, односно око 15 км источно од варошице Херберт.
Од оснивања 1902. године најважнија (и једина) привредна делатност у вароши је пољопривреда, посебно производња житарица и уљарица те узгој говеда.

## Историја
Насеље Морс је основано 1902. и развило се из железничке станице која је ту подигнута по окончању радова на железничкој прузи у том делу провинције (1896. године). У наредних неколико година у насеље се доселила мања групица Менонита, Енглеза и Шкота. Насеље је 1906. добило своју пошту, а 1908. и школу.
Насеље је добил име у част Семјуела Морзеа, изумитеља телеграфа и морзеове азбуке. Насеље је 1910. административно уређено као село, а од 1912. има административни статус варошице. Године 1911. у насељу је живело 298 становника. Исте године насеље је означено као треће по величини тржиште житарицама у провинцији. Демографски максимум насеље Морс је имало 1921. када је регистровано 559 становника. Од тада, са развојем околних насеља број становника константно опада.

## Демографија
Према резултатима пописа становништва из 2011. у варошици је живело свега 240 становника у укупно 156 домаћинстава, што је за 1,7% више у односу на 236 житеља колико је регистровано 
приликом пописа 2006. године.
| 2006. | 2011. |
| ----- | ----- |
| 236   | 240   |